# Championnat du monde masculin de course aux points
Le Championnat du monde de course aux points masculin est le championnat du monde de la course aux points organisé annuellement par l'UCI dans le cadre des Championnats du monde de cyclisme sur piste.

## Historique
Cette épreuve a été intégrée aux Championnats du monde de cyclisme sur piste en 1977 et elle se déroule en mode Open depuis 1993.

## Palmarès

### Championnats du monde amateurs
En 1984, 1988 et 1992, les championnats du monde de la course aux points "amateur" ont été remplacés par les Jeux olympiques qui ont attribué les médailles des jeux mais aussi le statut de champion du monde et le maillot arc-en-ciel. 
| Édition | Or                                        | Argent                                    | Bronze                                    |
| ------- | ----------------------------------------- | ----------------------------------------- | ----------------------------------------- |
| 1977    | Constant Tourné (BEL)                     | Jan Faltyn (POL)                          | Nikolaï Makarov (URS)                     |
| 1978    | Noël Dejonckheere (BEL)                   | Walter Baumgartner (SUI)                  | Jean-Jacques Rebière (FRA)                |
| 1979    | Igor Sláma (TCH)                          | Pierangelo Bincoletto (ITA)               | Urs Freuler (SUI)                         |
| 1980    | Gary Sutton (AUS)                         | Viktor Manakov (URS)                      | Josef Kristen (RFA)                       |
| 1981    | Lutz Haueisen (RDA)                       | Leonard Nitz (USA)                        | Michael Marcussen (DEN)                   |
| 1982    | Hans-Joachim Pohl (RDA)                   | Michael Marcussen (DEN)                   | Karl Krenauer (AUT)                       |
| 1983    | Michael Marcussen (DEN)                   | Hans-Joachim Pohl (RDA)                   | Ivan Romanov (URS)                        |
| 1984    | Non-disputé en raison des Jeux olympiques | Non-disputé en raison des Jeux olympiques | Non-disputé en raison des Jeux olympiques |
| 1985    | Martin Penc (TCH)                         | Philippe Grivel (SUI)                     | Dan Frost (DEN)                           |
| 1986    | Dan Frost (DEN)                           | Olaf Ludwig (RDA)                         | Leonard Nitz (USA)                        |
| 1987    | Marat Ganeïev (URS)                       | Uwe Messerschmidt (RFA)                   | Pascal Lino (FRA)                         |
| 1988    | Non-disputé en raison des Jeux olympiques | Non-disputé en raison des Jeux olympiques | Non-disputé en raison des Jeux olympiques |
| 1989    | Marat Satybaldeiev (URS)                  | Fabio Baldato (ITA)                       | Leo Peelen (NED)                          |
| 1990    | Stephen McGlede (AUS)                     | Bruno Risi (SUI)                          | Jan Bo Petersen (DEN)                     |
| 1991    | Bruno Risi (SUI)                          | Stephen McGlede (AUS)                     | Jan Bo Petersen (DEN)                     |
| 1992    | Non-disputé en raison des Jeux olympiques | Non-disputé en raison des Jeux olympiques | Non-disputé en raison des Jeux olympiques |

### Championnats du monde professionnels
| Édition | Or                         | Argent                     | Bronze                      |
| ------- | -------------------------- | -------------------------- | --------------------------- |
| 1980    | Constant Tourné (BEL)      | Giovanni Mantovani (ITA)   | Heinz Betz (RFA)            |
| 1981    | Urs Freuler (SUI)          | Danny Clark (AUS)          | Giuseppe Saronni (ITA)      |
| 1982    | Urs Freuler (SUI)          | Gary Sutton (AUS)          | Roman Hermann (LIE)         |
| 1983    | Urs Freuler (SUI)          | Guido Bontempi (ITA)       | Gary Sutton (AUS)           |
| 1984    | Urs Freuler (SUI)          | Gary Sutton (AUS)          | Henry Rinklin (RFA)         |
| 1985    | Urs Freuler (SUI)          | Hans Ledermann (SUI)       | Stefano Allocchio (ITA)     |
| 1986    | Urs Freuler (SUI)          | Michel Vaarten (BEL)       | Stefano Allocchio (ITA)     |
| 1987    | Urs Freuler (SUI)          | Anthony Doyle (GBR)        | Roger Ilegems (BEL)         |
| 1988    | Daniel Wyder (SUI)         | Adriano Baffi (ITA)        | Michael Marcussen (DEN)     |
| 1989    | Urs Freuler (SUI)          | Gary Sutton (AUS)          | Martin Penc (TCH)           |
| 1990    | Laurent Biondi (FRA)       | Michael Marcussen (DEN)    | Danny Clark (AUS)           |
| 1991    | Viatcheslav Ekimov (URS)   | Francis Moreau (FRA)       | Peter Pieters (NED)         |
| 1992    | Bruno Risi (SUI)           | Ivan Romanov (LTU)         | Juan Curuchet (ARG)         |
| 1993    | Etienne De Wilde (BEL)     | Éric Magnin (FRA)          | Vasyl Yakovlev (UKR)        |
| 1994    | Bruno Risi (SUI)           | Jan Bo Petersen (DEN)      | Franz Stocher (AUT)         |
| 1995    | Silvio Martinello (ITA)    | Remigius Lupeikis (LTU)    | Serguei Lavrenenko (KAZ)    |
| 1996    | Joan Llaneras (ESP)        | Michael Sandstød (DEN)     | Silvio Martinello (ITA)     |
| 1997    | Silvio Martinello (ITA)    | Bruno Risi (SUI)           | Joan Llaneras (ESP)         |
| 1998    | Joan Llaneras (ESP)        | Andreas Kappes (GER)       | Silvio Martinello (ITA)     |
| 1999    | Bruno Risi (SUI)           | Vasyl Yakovlev (UKR)       | Cho Ho-sung (KOR)           |
| 2000    | Joan Llaneras (ESP)        | Matthew Gilmore (BEL)      | Franz Stocher (AUT)         |
| 2001    | Bruno Risi (SUI)           | Juan Curuchet (ARG)        | Franz Stocher (AUT)         |
| 2002    | Chris Newton (GBR)         | Franz Stocher (AUT)        | Juan Curuchet (ARG)         |
| 2003    | Franz Stocher (AUT)        | Joan Llaneras (ESP)        | Jos Pronk (NED)             |
| 2004    | Franck Perque (FRA)        | Milton Wynants (URU)       | Juan Curuchet (ARG)         |
| 2005    | Volodymyr Rybin (UKR)      | Ioánnis Tamourídis (GRE)   | Joan Llaneras (ESP)         |
| 2006    | Peter Schep (NED)          | Rafał Ratajczyk (POL)      | Vasil Kiryienka (BLR)       |
| 2007    | Joan Llaneras (ESP)        | Iljo Keisse (BEL)          | Mikhail Ignatiev (RUS)      |
| 2008    | Vasil Kiryienka (BLR)      | Christophe Riblon (FRA)    | Peter Schep (NED)           |
| 2009    | Cameron Meyer (AUS)        | Daniel Kreutzfeldt (DEN)   | Chris Newton (GBR)          |
| 2010    | Cameron Meyer (AUS)        | Peter Schep (NED)          | Milan Kadlec (CZE)          |
| 2011    | Edwin Ávila (COL)          | Cameron Meyer (AUS)        | Morgan Kneisky (FRA)        |
| 2012    | Cameron Meyer (AUS)        | Ben Swift (GBR)            | Kenny De Ketele (BEL)       |
| 2013    | Simon Yates (GBR)          | Eloy Teruel (ESP)          | Kirill Sveshnikov (RUS)     |
| 2014    | Edwin Ávila (COL)          | Thomas Scully (NZL)        | Eloy Teruel (ESP)           |
| 2015    | Artur Ershov (RUS)         | Eloy Teruel (ESP)          | Maximilian Beyer (GER)      |
| 2016    | Jonathan Dibben (GBR)      | Andreas Graf (AUT)         | Kenny De Ketele (BEL)       |
| 2017    | Cameron Meyer (AUS)        | Kenny De Ketele (BEL)      | Wojtek Pszczolarski (POL)   |
| 2018    | Cameron Meyer (AUS)        | Jan-Willem van Schip (NED) | Mark Stewart (GBR)          |
| 2019    | Jan-Willem van Schip (NED) | Sebastián Mora (ESP)       | Mark Downey (IRL)           |
| 2020    | Corbin Strong (NZL)        | Sebastián Mora (ESP)       | Roy Eefting (NED)           |
| 2021    | Benjamin Thomas (FRA)      | Kenny De Ketele (BEL)      | Vincent Hoppezak (NED)      |
| 2022    | Yoeri Havik (NED)          | Roger Kluge (GER)          | Fabio Van den Bossche (BEL) |
| 2023    | Aaron Gate (NZL)           | Albert Torres (ESP)        | Fabio Van den Bossche (BEL) |
| 2024    | Sebastián Mora (ESP)       | Niklas Larsen (DEN)        | Philip Heijnen (NED)        |

## Bilan
| Rang | Coureur           | Pays      | Médaille d'or, Coupe du Monde | Médaille d'argent, Coupe du Monde | Médaille de bronze, Coupe du Monde | Total | Compétition |
| ---- | ----------------- | --------- | ----------------------------- | --------------------------------- | ---------------------------------- | ----- | ----------- |
| 1    | Urs Freuler       | Suisse    | 8                             | 0                                 | 1                                  | 9     | AP          |
| 2    | Bruno Risi        | Suisse    | 5                             | 2                                 | 0                                  | 7     | AP          |
| 3    | Cameron Meyer     | Australie | 5                             | 1                                 | 0                                  | 6     | P           |
| 4    | Joan Llaneras     | Espagne   | 4                             | 1                                 | 2                                  | 7     | P           |
| 5    | Silvio Martinello | Italie    | 2                             | 0                                 | 2                                  | 4     | P           |
| 6    | Edwin Ávila       | Colombie  | 2                             | 0                                 | 0                                  | 2     | P           |
| 7    | Gary Sutton       | Australie | 1                             | 3                                 | 1                                  | 5     | AP          |
| 8    | Michael Marcussen | Danemark  | 1                             | 2                                 | 2                                  | 5     | AP          |
| 9    | Sebastián Mora    | Espagne   | 1                             | 2                                 | 0                                  | 3     | P           |
| 10   | Franz Stocher     | Autriche  | 1                             | 1                                 | 3                                  | 5     | P           |
| 11   | Peter Schep       | Pays-Bas  | 1                             | 1                                 | 1                                  | 3     | P           |

Note :
 A = correspond aux médailles obtenus dans la compétition amateur
 P = correspond aux médailles obtenus dans la compétition professionnelle/open

| Rang | Pays               | Médaille d'or, Coupe du Monde | Médaille d'argent, Coupe du Monde | Médaille de bronze, Coupe du Monde | Total |
| ---- | ------------------ | ----------------------------- | --------------------------------- | ---------------------------------- | ----- |
| 1    | Suisse             | 14                            | 5                                 | 1                                  | 20    |
| 2    | Australie          | 7                             | 6                                 | 2                                  | 15    |
| 3    | Espagne            | 5                             | 6                                 | 3                                  | 14    |
| 4    | Belgique           | 4                             | 5                                 | 5                                  | 14    |
| 5    | France             | 3                             | 3                                 | 3                                  | 9     |
| 6    | Pays-Bas           | 3                             | 2                                 | 7                                  | 12    |
| 7    | Grande-Bretagne    | 3                             | 2                                 | 2                                  | 7     |
| 8    | Union soviétique   | 3                             | 1                                 | 2                                  | 6     |
| 9    | Danemark           | 2                             | 6                                 | 5                                  | 13    |
| 10   | Italie             | 2                             | 5                                 | 5                                  | 12    |
| 11   | Allemagne de l'Est | 2                             | 2                                 | 0                                  | 4     |
| 12   | Nouvelle-Zélande   | 2                             | 1                                 | 0                                  | 3     |
| 13   | Tchécoslovaquie    | 2                             | 0                                 | 1                                  | 3     |
| 14   | Colombie           | 2                             | 0                                 | 0                                  | 2     |
| 15   | Autriche           | 1                             | 2                                 | 4                                  | 7     |
| 16   | Ukraine            | 1                             | 1                                 | 1                                  | 3     |
| 17   | Russie             | 1                             | 0                                 | 2                                  | 3     |
| 18   | Biélorussie        | 1                             | 0                                 | 1                                  | 2     |
| 19   | Allemagne          | 0                             | 3                                 | 4                                  | 7     |
| 20   | Pologne            | 0                             | 2                                 | 1                                  | 3     |
| 21   | Lituanie           | 0                             | 2                                 | 0                                  | 2     |
| 21   | Argentine          | 0                             | 1                                 | 3                                  | 4     |
| 22   | États-Unis         | 0                             | 1                                 | 1                                  | 2     |
| 23   | Grèce              | 0                             | 1                                 | 0                                  | 1     |
| 23   | Uruguay            | 0                             | 1                                 | 0                                  | 1     |
| 27   | Corée du Sud       | 0                             | 0                                 | 1                                  | 1     |
| 27   | Irlande            | 0                             | 0                                 | 1                                  | 1     |
| 27   | Kazakhstan         | 0                             | 0                                 | 1                                  | 1     |
| 27   | Liechtenstein      | 0                             | 0                                 | 1                                  | 1     |
| 27   | Tchéquie           | 0                             | 0                                 | 1                                  | 1     |